# Paulheinz Baldus
Paulheinz Baldus (* 11. April 1906 in Rennerod; † 21. Juni 1971) war ein deutscher Richter am Bundesgerichtshof (BGH).

## Leben
Baldus absolvierte nach dem Ende seiner Schullaufbahn ein Studium der Rechtswissenschaft und schloss sein Studium mit beiden juristischen Staatsexamen ab. Er promovierte an der Universität Marburg zum Dr. jur. Seine Dissertation Die Gleichstellung der beiden echten Konkurrenzformen im Strafrecht und Strafprozeßrecht: (Eine Unters. de lege ferenda) wurde 1935 veröffentlicht.
Nach der Machtübergabe an die Nationalsozialisten war er von 1933 bis 1937 im Reichsministerium der Justiz in der Strafrechtsabteilung als Richter tätig. Am 24. November 1937 beantragte er die Aufnahme in die NSDAP und wurde rückwirkend zum 1. Mai desselben Jahres aufgenommen (Mitgliedsnummer 5.628.271). 1937 wurde er zum Landgerichtsrat in Wiesbaden ernannt. Danach wurde er zeitweise zur Mitarbeit in der Kanzlei des Führers abgeordnet.
Nach Beginn des Zweiten Weltkrieges war Baldus Reserveoffizier der Wehrmacht und als Kriegsgerichtsrat während des Deutsch-Sowjetischen Krieges im Osten und ab Herbst 1942 in Kaiserslautern eingesetzt. Baldus wurde das Eiserne Kreuz I. und II. Klasse sowie im August 1942  die Ostmedaille verliehen. Ab 1943 war er zunächst Oberlandesgerichtsrat und anschließend Direktor am Landgericht Frankfurt am Main.
Nach Kriegsende war er ab 1948 wieder Landgerichtsrat in Wiesbaden. Von 1951 bis 1971 war er Bundesrichter am Bundesgerichtshof und dort ab 1956 Senatspräsident und Vorsitzender des 2. Strafsenats. Er saß lange Zeit dem Dienstgericht des Bundes vor, gehörte der Großen Strafrechtskommission an und war auch Vorsitzender der Strafrechtskommission des Deutschen Richterbundes.
Baldus, unter dessen Vorsitz die Revision großer NS-Prozesse entschieden wurde, trat im Zuge eines Verfahrens gegen Euthanasieärzte nach einem durch den Juristen Karl Friedrich Kaul gegen ihn gestellten Befangenheitsantrag (Mitarbeit in der Reichskanzlei) wenige Monate vor seiner Pensionierung im Frühjahr 1971 in den Ruhestand. Der Befangenheitsantrag wurde später verworfen.
Baldus war Mitglied der katholischen Studentenverbindung KStV Thuringia Marburg.